# Aeropuerto de Brisbane
El Aeropuerto de Brisbane (IATA: BNE, OACI: YBBN) es el único aeropuerto internacional de pasajeros que presta servicio en Brisbane y es el segundo aeropuerto más ocupado de Australia. El aeropuerto está ubicado en el suburbio de Brisbane y sirve como hub principal de Virgin Blue y secundario de Qantas y su aerolínea filial de bajo costo, Jetstar. Se encuentra en la ruta Brisbane–Sídney, que es la undécima ruta más utilizada del mundo, y la séptima de la región Asia Pacífico.
El aeropuerto posee una terminal para vuelos locales, uno internacional, uno de carga y dos pistas de aterrizaje. Es accesible desde el centro de la ciudad a través de la Autopista Gateway y en tren Airtrain, que interconecta la red de tren urbano de la ciudad.
Esta terminal recibió el premio Eagle de parte de la IATA en el 2005, solo el segundo aeropuerto australiano en recibir esta distinción. En julio de 2007 El Aeropuerto de Brisbane fue nominado como el mejor aeropuerto de la región Australia-Pacífico por Skytrax.

## Aerolíneas y destinos

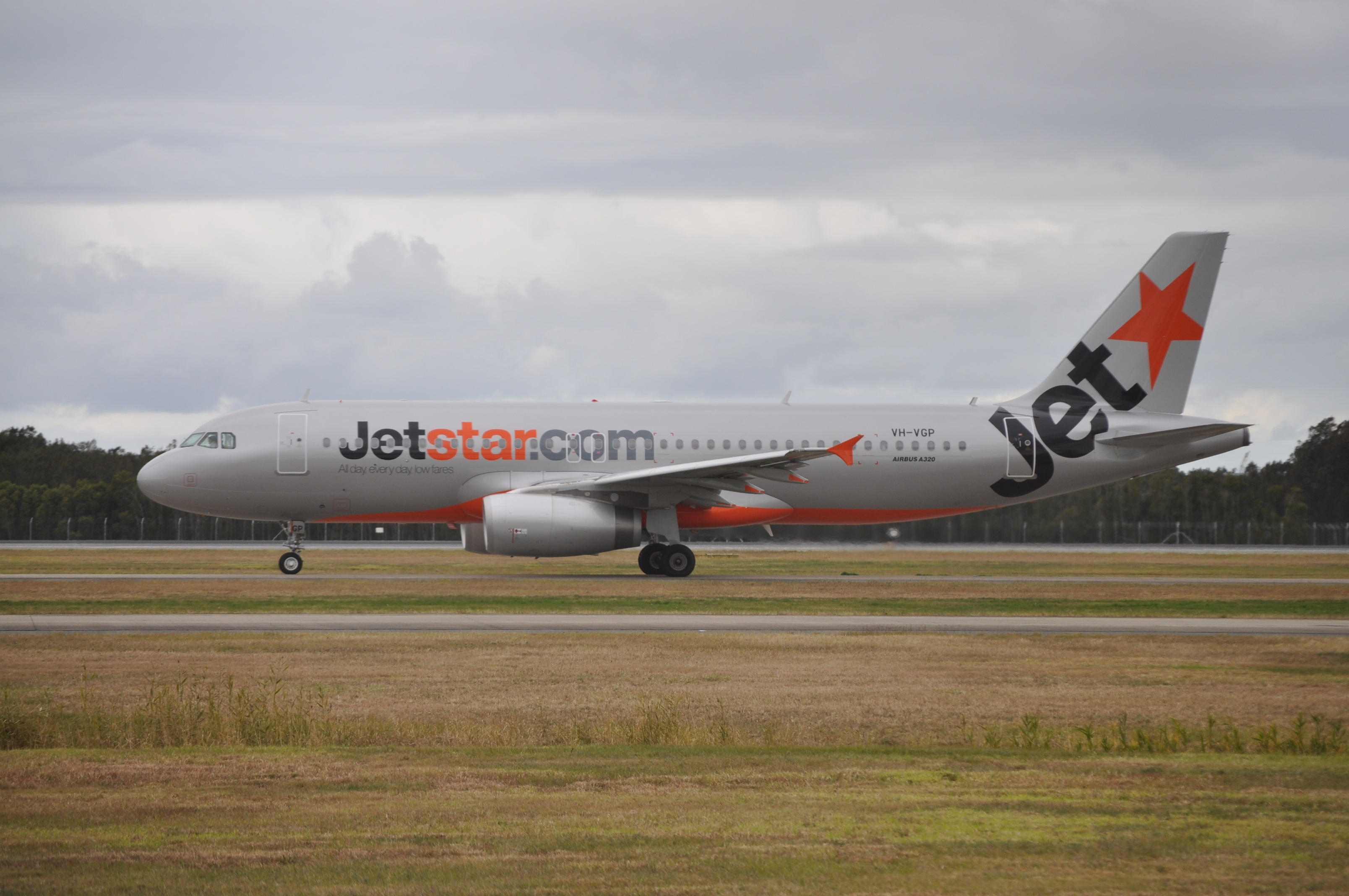
A320 de Jetstar Airways rodando para despegar.

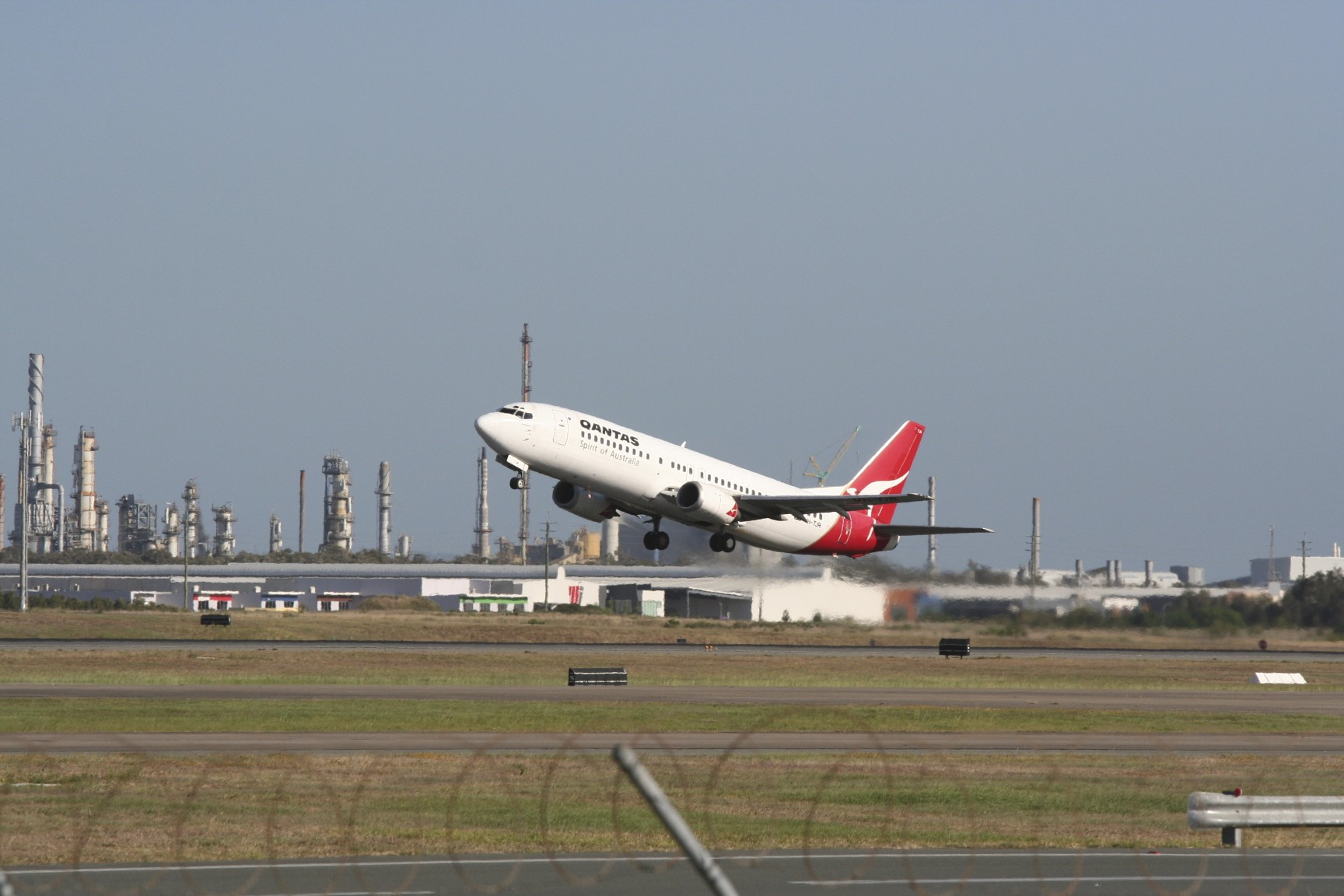
B737 de Qantas despegando de la pista 01.

### Destinos nacionales
| Aerolíneas                               | Destinos |
| ---------------------------------------- | --- |
| Alliance Airlines                        | Chárter: Alice Springs, Ballera, Cloncurry, Miles, The Granites, Trepell |
| Jetstar Airways                          | Adelaida, Cairns, Darwin, Hobart, Launceston, Mackay, Melbourne, Newcastle, Proserpine, Sídney, Townsville |
| Qantas                                   | Adelaida, Alice Springs, Cairns, Canberra, Darwin, Melbourne, Mount Isa, Perth, Port Hedland, Sídney, Townsville Estacional: Broome                                                                                        |
| QantasLink operado por Sunstate Airlines | Barcaldine, Biloela/Thangool, Blackhall, Bundaberg, Cairns, Canberra, Charleville, Emerald, Gladstone, Hervey Bay, Isla de Lord Howe, Isla Hamilton, Longreach, Mackay, Moranbah, Newcastle, Rockhampton, Roma, Townsville |
| QantasLink operado por Cobham            | Alice Springs, Canberra, Hobart, Mackay, Rockhampton |
| Virgin Australia                         | Adelaida, Cairns, Canberra, Cloncurry, Darwin, Hobart, Isla Hamilton, Mackay, Melbourne, Middlemount (Estacional), Mount Isa, Newcastle, Perth, Proserpine, Rockhampton, Sídney, Townsville                                |
| Virgin Australia Regional Airlines       | Bundaberg, Emerald, Gladstone, Moranbah, Port Macquarie, Rockhampton |

### Destinos internacionales
| Ciudades por países    | Nombre del aeropuerto                         | Aerolíneas                                                                                          | Aeronaves                           | Frecuencias semanales |              |
| Norteamérica           | Norteamérica                                  | Norteamérica                                                                                        | Norteamérica                        | Norteamérica          | Norteamérica |
| ---------------------- | --------------------------------------------- | --------------------------------------------------------------------------------------------------- | ----------------------------------- | --------------------- | ------------ |
| Canadá                 |                                               | |                                     |                       |              |
| Vancouver              | Aeropuerto Internacional de Vancouver         | Air Canada                                                                                          | B787-9                              | 7                     |              |
| Estados Unidos         |                                               | |                                     |                       |              |
| Dallas                 | Aeropuerto Internacional de Dallas-Fort Worth | American Airlines (inicia 26 de octubre de 2024)                                                    | B787-9                              | 7                     |              |
| Honolulu               | Aeropuerto Internacional de Honolulu          | Jetstar Airways                                                                                     | B787-8                              |                       |              |
| Los Ángeles            | Aeropuerto Internacional de Los Ángeles       | Delta Air Lines (Estacional) (inicia 6 de diciembre de 2024) Qantas United Airlines (Estacional)    | A330-200 B787-9                     | 7 3                   |              |
| San Francisco          | Aeropuerto Internacional de San Francisco     | United Airlines                                                                                     | B787-9                              | 7                     |              |
| Asia                   |                                               | |                                     |                       |              |
| Catar                  |                                               | |                                     |                       |              |
| Doha                   | Aeropuerto Internacional Hamad                | Qatar Airways                                                                                       |                                     |                       |              |
| China                  |                                               | |                                     |                       |              |
| Guangzhou              | Aeropuerto Internacional de Cantón-Baiyun     | China Southern Airlines                                                                             | A350-941                            |                       |              |
| Shanghái               | Aeropuerto Internacional de Shanghái-Pudong   | China Eastern Airlines                                                                              | A330-243                            |                       |              |
| Corea del Sur          |                                               | |                                     |                       |              |
| Seúl                   | Aeropuerto Internacional de Incheon           | Jetstar Airways Korean Air                                                                          | A321-251NXLR                        |                       |              |
| Emiratos Árabes Unidos |                                               | |                                     |                       |              |
| Abu Dabi               | Aeropuerto Internacional de Abu Dabi          | Etihad Airways                                                                                      |                                     |                       |              |
| Dubái                  | Aeropuerto Internacional de Dubái             | Emirates (Non-stop o vía SIN)                                                                       |                                     |                       |              |
| Filipinas              |                                               | |                                     |                       |              |
| Manila                 | Aeropuerto Internacional Ninoy Aquino         | Philippine Airlines                                                                                 |                                     |                       |              |
| Hong Kong              |                                               | |                                     |                       |              |
| Hong Kong              | Aeropuerto Internacional de Hong Kong         | Cathay Pacific                                                                                      |                                     |                       |              |
| Indonesia              |                                               | |                                     |                       |              |
| Denpasar               | Aeropuerto Internacional Ngurah Rai           | Batik Air Malaysia Jetstar Airways Virgin Australia                                                 | B737 B787-8 B737                    |                       |              |
| Japón                  |                                               | |                                     |                       |              |
| Osaka                  | Aeropuerto Internacional de Kansai            | Jetstar Airways                                                                                     | A321-251NXLR                        |                       |              |
| Tokio                  | Aeropuerto Internacional de Narita            | Jetstar Airways Qantas                                                                              | A321-251NXLR A330ceo                |                       |              |
| Malasia                |                                               | |                                     |                       |              |
| Kuala Lumpur           | Aeropuerto Internacional de Kuala Lumpur      | Batik Air Malaysia                                                                                  | B737                                |                       |              |
| Singapur               |                                               | |                                     |                       |              |
| Singapur               | Aeropuerto Internacional de Singapur          | Emirates Qantas Singapore Airlines                                                                  | A330ceo A350-941                    |                       |              |
| Taiwán                 |                                               | |                                     |                       |              |
| Taipéi                 | Aeropuerto Internacional de Taiwán Taoyuan    | China Airlines EVA Air                                                                              | A350-941 B787-10                    |                       |              |
| Vietnam                |                                               | |                                     |                       |              |
| Ciudad Ho Chi Minh     | Aeropuerto Internacional de Tan Son Nhat      | VietJet Air                                                                                         | A3xx                                |                       |              |
| Oceanía                |                                               | |                                     |                       |              |
| Fiyi                   |                                               | |                                     |                       |              |
| Nadi                   | Aeropuerto Internacional de Nadi              | Fiji Airways Virgin Australia                                                                       | B737                                |                       |              |
| Isla Norfolk           |                                               | |                                     |                       |              |
| Isla Norfolk           | Aeropuerto de la Isla de Norfolk              | Qantas                                                                                              | B737-838                            |                       |              |
| Islas Salomón          |                                               | |                                     |                       |              |
| Honiara                | Aeropuerto Internacional de Honiara           | QantasLink Solomon Airlines Virgin Australia                                                        | E-190 B737                          |                       |              |
| Munda                  | Aeropuerto de Munda                           | Solomon Airlines                                                                                    |                                     |                       |              |
| Nauru                  |                                               | |                                     |                       |              |
| Nauru                  | Aeropuerto Internacional de Nauru             | Nauru Airlines                                                                                      | B737                                |                       |              |
| Nueva Caledonia        |                                               | |                                     |                       |              |
| Numea                  | Aeropuerto Internacional La Tontouta          | Aircalin Qantas                                                                                     | A3xx B737-838                       |                       |              |
| Nueva Zelanda          |                                               | |                                     |                       |              |
| Auckland               | Aeropuerto Internacional de Auckland          | Air New Zealand China Airlines Jetstar Airways Qantas Virgin Australia                              | A350-941 A321-251NXLR B737-838 B737 |                       |              |
| Christchurch           | Aeropuerto Internacional de Christchurch      | Air New Zealand Qantas Virgin Australia                                                             | A32x B737-838 B737                  |                       |              |
| Dunedin                | Aeropuerto Internacional de Dunedin           | Virgin Australia                                                                                    | B737                                |                       |              |
| Queenstown             | Aeropuerto Internacional de Queenstown        | Qantas Virgin Australia                                                                             | B737-838 B737                       |                       |              |
| Wellington             | Aeropuerto Internacional de Wellington        | Air New Zealand Qantas (reinicia 27 de octubre de 2024) QantasLink (finaliza 26 de octubre de 2024) | A32x E-190                          |                       |              |
| Palaos                 |                                               | |                                     |                       |              |
| Koror                  | Aeropuerto Internacional Roman Tmetuchl       | Air Niugini                                                                                         |                                     |                       |              |
| Papúa Nueva Guinea     |                                               | |                                     |                       |              |
| Port Moresby           | Aeropuerto Internacional de Jacksons          | Air Niugini Qantas Virgin Australia                                                                 | B737-838 B737                       |                       |              |
| Samoa                  |                                               | |                                     |                       |              |
| Apia                   | Aeropuerto Internacional Faleolo              | Qantas Virgin Australia                                                                             | B737-838 B737                       |                       |              |
| Vanuatu                |                                               | |                                     |                       |              |
| Luganville             | Aeropuerto Internacional de Santo-Pekoa       | Air Vanuatu                                                                                         |                                     |                       |              |
| Port Vila              | Aeropuerto Internacional Bauerfield           | Air Vanuatu Virgin Australia                                                                        | B737                                |                       |              |

### Servicios de carga
Las siguientes aerolíneas operan vuelos de carga de Brisbane. Todos los servicios de carga operan de la Terminal Freight.
| Aerolíneas                                  | Destinos                                |
| ------------------------------------------- | --------------------------------------- |
| Australian Air Express                      | Cairns, Melbourne, Townsville           |
| HeavyLift Cargo Airlines                    | Honiara, Puerto Moresby                 |
| Pacific Air Express                         | Honiara, Nauru, Port Vila               |
| Pel-Air for DHL                             | Mackay, Rockhampton, Sídney             |
| Toll Aviation operado por Jetcraft Aviation | Adelaida, Gold Coast, Melbourne, Sídney |
| Toll Priority                               | Melbourne, Perth, Sídney                |